# Gravière (Italie)
Pour les articles homonymes, voir Gravière (homonymie).
Gravière (en italien Gravere) est une commune de la ville métropolitaine de Turin, dans le Piémont, en Italie.
Dans le passé, les habitants se nommaient Gelassani alors qu'en langue d'oc ils s'appelaient Jèraso ou Piera Plata.

## Administration
| Période                                  | Période | Identité         | Étiquette    | Qualité |
| ---------------------------------------- | ------- | ---------------- | ------------ | ------- |
| 29 mai 2006                              |         | Sergio Calabresi | lista civica |         |
| Les données manquantes sont à compléter. |         |                  |              |         |

### Hameaux
Armona, Arnodera, Bastia, Mollare, Morelli, Olmo.

### Communes limitrophes
Jaillons, Suse, Chaumont, Méans, Usseaux.

## Culture et patrimoine

### Lieux et monuments
- Chartreuse de Losa.